# Mycalesis nigrita
Mycalesis nigrita är en fjärilsart som beskrevs av Van Eecke 1915. Mycalesis nigrita ingår i släktet Mycalesis och familjen praktfjärilar. Inga underarter finns listade i Catalogue of Life.